# Wannweil
Wannweil là một thị xã thuộc huyện Reutlingen, bang Baden-Württemberg, Đức. Nơi đây nằm giữa các đô thị Reutlingen và Tübingen, cách Reutlingen 5 km về phía tây bắc.